# 宝山郷

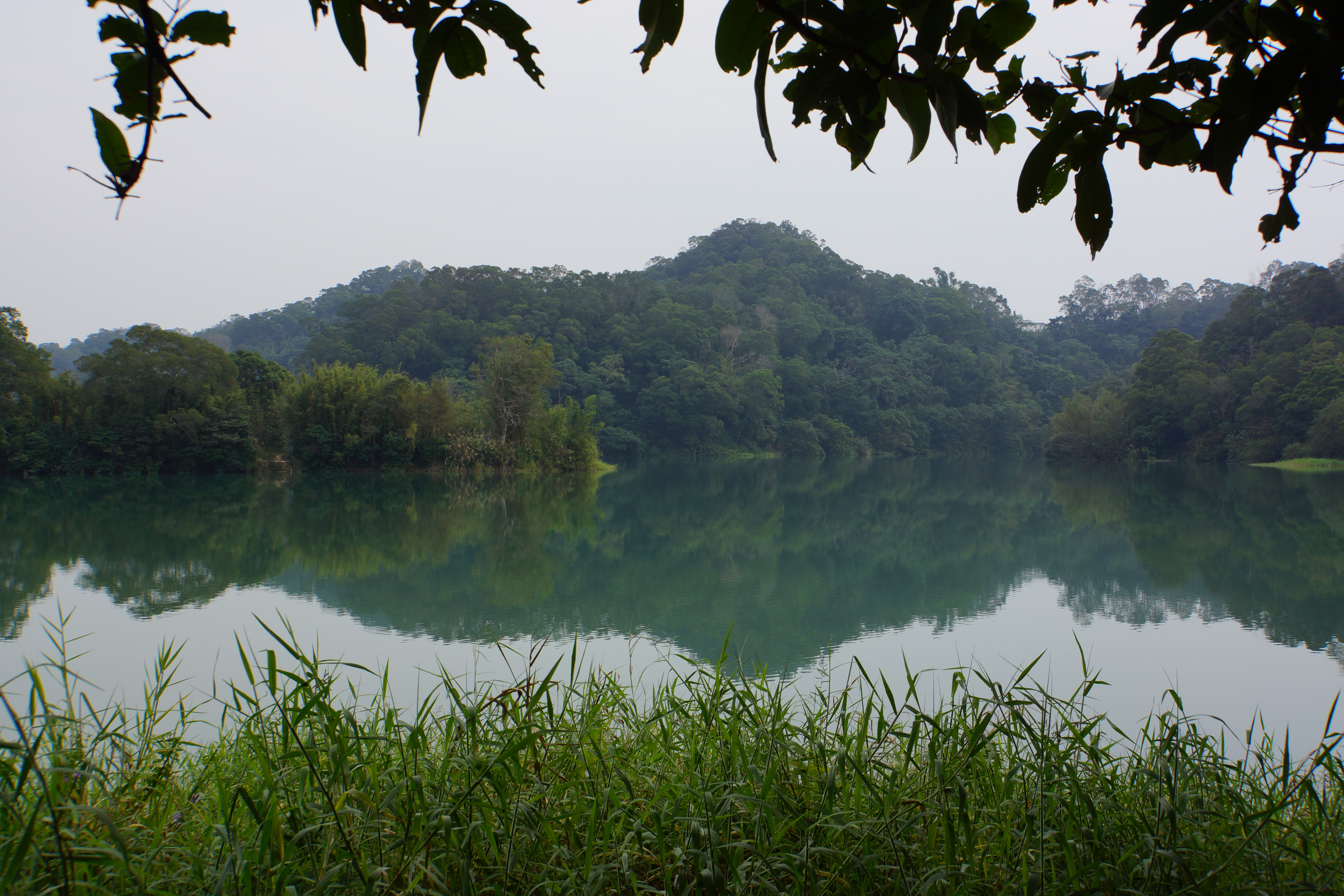
宝山ダム湖

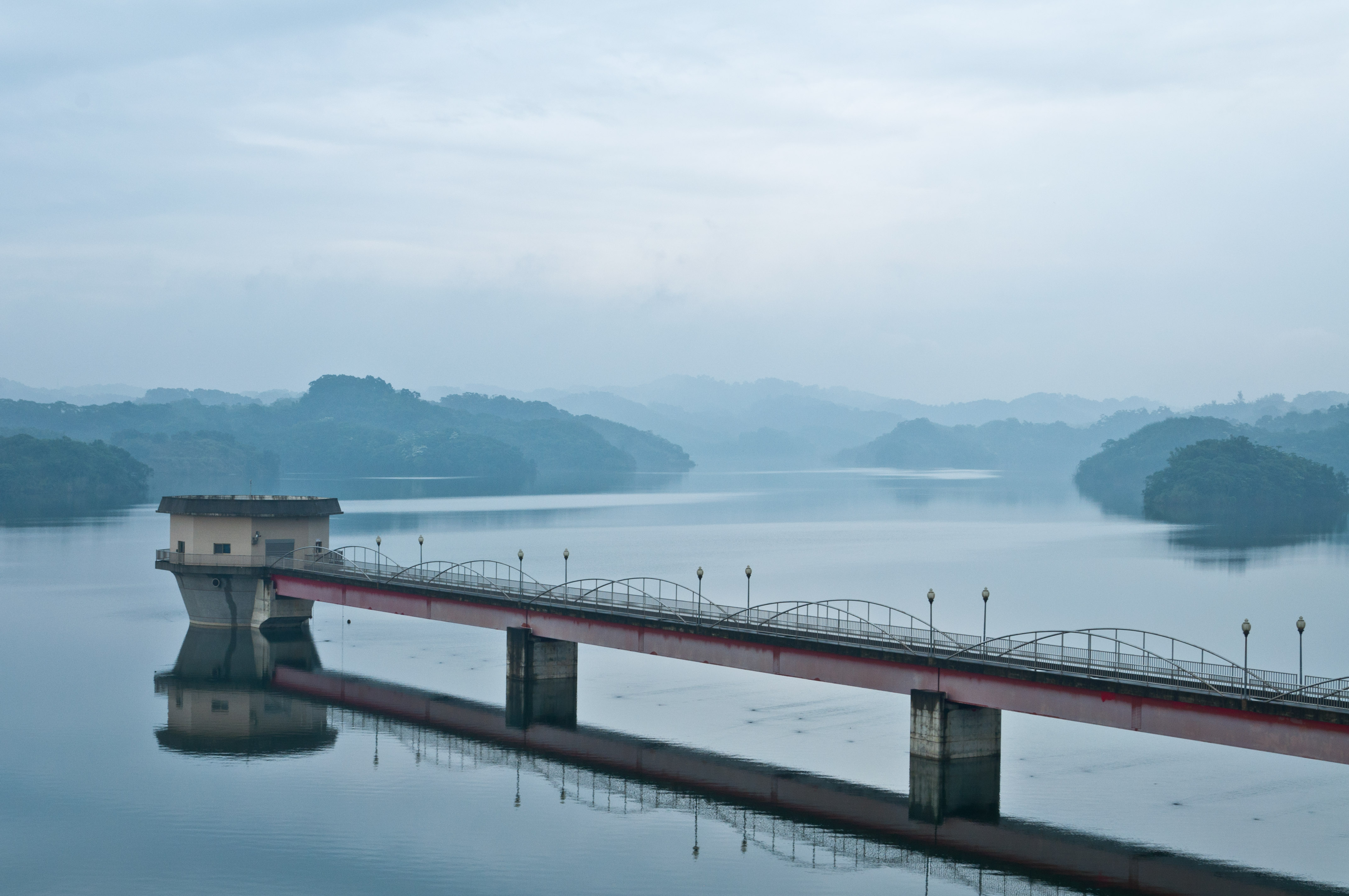
宝山第二ダム湖

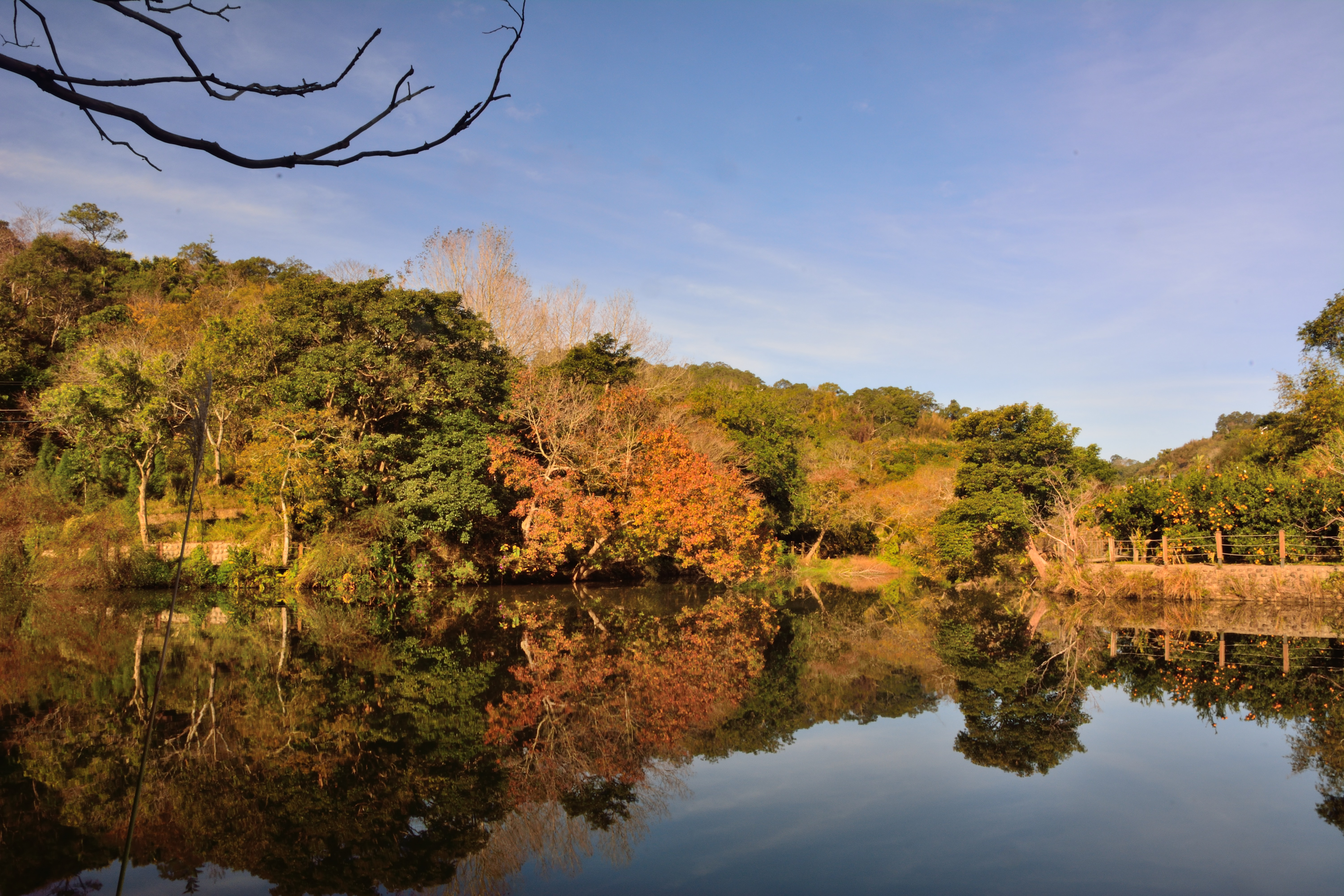
油田村生態大埤塘

宝山郷（バオシャン/ほうざん-きょう）は台湾新竹県の郷。

## 歴史
宝山は旧称を「草山」と言った。これは雑草が生い茂る未開の荒地であったことから命名されたものである。元来は泰雅族の居住地であったが、1833年、姜秀巒及び周邦正に率いられた「金広福」と称す広東系開拓団が金山面、大崎、宝斗、新城、柑子崎等などに入植したことで漢人による開発の歴史が始まった。
下関条約の結果として日本による台湾統治が開始されると、1920年に台湾に州郡制を実施、草山は新竹州竹東郡に属することとなった。この際「草山」の名称は平凡であることから、民衆が地縁等で束縛されずに共同して開発、発展することを願い「宝山」と改称された。
台湾光復後に新竹市に編入されて「宝山区」となり、宝山村に区役所が設置された。しかしこの区役所は交通に不便であったことから1949年3月に双渓村へと移転されることとなった。その後1950年10月25日の地方行政改革に伴って新竹市から分離して「宝山郷」となって現在に至る。

## 経済
最先端の電子工業の研究と生産基地として世界的に有名な新竹科学園区は新竹市と宝山郷内に位置している。政府は工業地区へ十分な工業用水を確保する目的で工業用ダムの建設を計画し、1981年に宝山郷山湖村に宝山ダムの建設が着手され、2000年に供用が開始された。この他2006年内に供用開始を目指す宝二ダムの建設も行われている。
従来は農業生産を中心に経済活動が営まれ、商工業の比率は極めて少なかったが、新竹科学工業区の完成以降、多くの青年層は工業へ従事するようになり経済構造が大きく変質した。特に台湾がWTOに加盟してからは、伝統的な農産品は国際競争力を失い、工業を中心とした経済が主流になると予想されている。
その中、宝山郷政府は「農村風景発展計画」を策定し、都市近郊の余暇農場としての農業の発展を計画し。レジャー、観光業と複合させた農業の発展も期待されている。

## 行政区
| 村                                                                             |
| ------------------------------------------------------------------------------ |
| 双渓村、双新村、大崎村、宝山村、山湖村、油田村、三峰村、新城村、宝斗村、深井村 |

## 歴代郷長
| 代 | 氏名 | 任期 |
| -- | ---- | ---- |

## 教育

### 国民中学
- 新竹県立宝山国民中学
- 新竹県立宝山国民中学莒光分校

### 国民小学
- 新竹県立宝山国民小学
- 新竹県立双渓国民小学
- 新竹県立新城国民小学
- 新竹県立三峰国民小学
- 新竹県立宝山国民小学山湖分校

## 交通
| 種別     | 路線名称           | その他         |
| -------- | ------------------ | -------------- |
| 高速道路 | フォルモサ高速道路 | 宝山IC 新竹JCT |
| 高速道路 | 中山高速道路       | 新竹JCT        |

## 観光

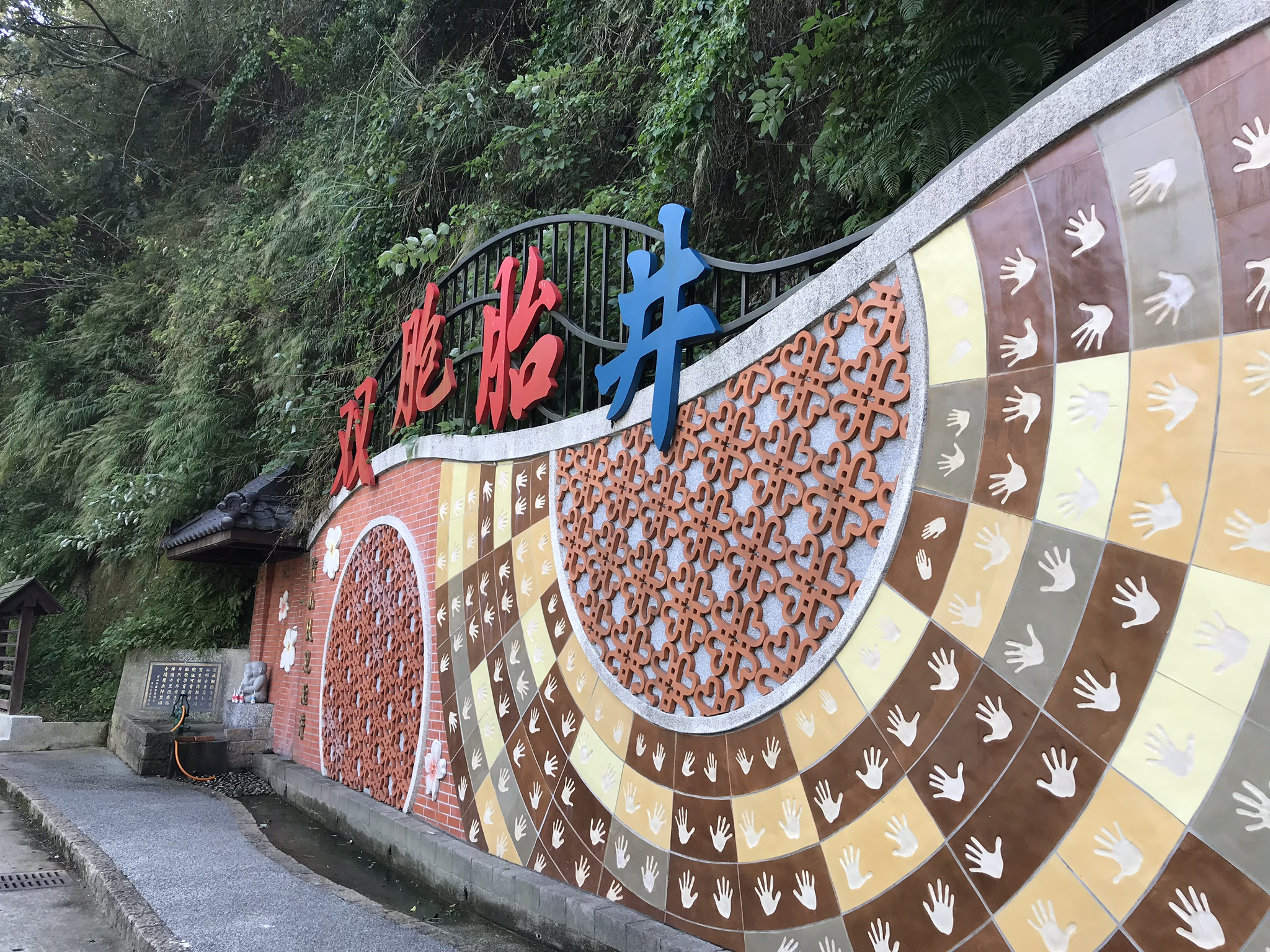
宝山双子井戸

- 宝山ダム（中国語版）
- 宝二水庫（中国語版）
- 新城新豊宮
- 新城糖廠

## 姉妹都市・提携都市
- 日本熊本県菊陽町 - 2023年7月18日
  - 友好交流協定[1]